# WarioWare, Inc.: Minigame Mania
WarioWare, Inc.: Minigame Mania, conocido como WarioWare, Inc.: Mega Microgame$! en Estados Unidos y como Made in Wario (メイド イン ワリオ, Meido in Wario) en Japón, es un videojuego desarrollado y publicado por Nintendo para Game Boy Advance. Se trata del primer título de la serie WarioWare y el segundo juego protagonizado por Wario en Game Boy Advance después de Wario Land 4. El juego llegó al mercado el 21 de marzo de 2003 en Japón, el 21 de mayo de 2003 en Estados Unidos y el 23 de mayo del mismo año en Europa.
A diferencia de la serie de Wario Land, en WarioWare, Inc.: Minigame Mania se deja a un lado el género de plataformas y se centra en una recopilación de microjuegos, parecidos a los de la serie de Mario Party, pero de menor duración (en torno a los 5 segundos) y más intuitivos. El juego es únicamente para un jugador, hasta que se desbloquean los 4 minijuegos para 2 jugadores usando el botón L y el botón R por lo que más adelante se hizo un nuevo WarioWare para Nintendo GameCube, titulado WarioWare, Inc.: Mega Party Game$!, con los mismos microjuegos que este juego contiene pero con nuevos modos de juego y posibilidad de modo multijugador.

## Trama
Estando un día en casa, Wario enciende el televisor para ver un reportaje especial sobre la crecida de las ventas de videojuegos debido a juegos populares como "Pyoro" (juego mostrado por el reportero). Tras ver el reportaje y pensarlo durante unos segundos, Wario se da cuenta de que los videojuegos pueden ser un tema muy productivo y que puede conseguir grandes sumas de dinero con ellos, convirtiéndose en su mina de oro particular. Wario enseguida se da prisa en salir a comprar un ordenador portátil e inmediatamente comienza a trabajar. Él empieza diseñando diversos juegos pero pronto se da cuenta de que es un trabajo duro, por lo que llama a sus amigos para que vayan y hagan los juegos por él. De esta forma, WarioWare, Inc. ha sido formada, teniendo a Wario como presidente de la compañía.

## Personajes
- Wario: Presidente de WarioWare, Inc. y protagonista del juego. Su primera serie de microjuegos forman parte de la introducción del juego, mientras que su segunda serie pertenece al género de "anything goes" con características propias de sí mismo.
- Jimmy T.: Un no tan joven bailarín de disco con ropas enormes y un pelo brillante y colorido peinado afro. Frecuenta regularmente el Club Sugar. Su serie de microjuegos pertenece al género de deportes. Él también hace dos fases "remix" durante el juego: un remix con juegos propios y juegos de Mona, de 9-Volt y de Dribble y Spitz; y un segundo remix con juegos de Kat y Ana, del Dr. Crygor, de Orbulon y su propio microjuego del jefe.
- Mona: Una joven que trabaja en la heladería. Su serie de microjuegos pertenece al género "extraño". En su historia, ella conduce una scooter y es perseguida por la policía por exceso de velocidad, y, con ayuda de sus mascotas (un cerdo, un elefante y un mono), consigue eludir a la policía y llegar a tiempo al trabajo.
- 9-Volt: Un estudiante de la vieja escuela y un ávido colector de Nintendo. Su serie de microjuegos está basada en muchos trabajos cercanos a Nintendo (Super Mario Bros., The Legend of Zelda y Metroid, entre otros).
- Dribble y Spitz: Un bulldog y un gato, respectivamente, compañeros y conductores de Taxi. Su serie de microjuegos pertenece al de ciencia ficción o relativo a los ninjas. También tienen algún que otro juego de Wario entre sus microjuegos. Ambos tienen que llevar a el/la jugadora a la playa donde él/ella se transforma en sirena
- Kat y Ana: Dos jóvenes ninja gemelas de la escuela de infancia. Su serie de microjuegos pertenece al de naturaleza (Kat prefiere la fauna y Ana la flora). Ellas también incluyen algún que otro juego de Wario en sus microjuegos. En esta sección se oye la canción  "Four Seasons" y para seguir con la temática del escenario los textos y números de piso esta en japonés de forma intencional.
- Dr. Crygor: Un científico loco con media cara de implante cibernético. Siempre lleva puesto un traje criogénico. Su serie de microjuegos pertenecen al género de "realidad" (es decir, gráficos con características de fotos reales).
- Orbulon: Un pequeño alien superinteligente (300 de coeficiente intelectual) vestido con unas gafas negras y una capa. Él planeaba apoderarse del planeta Tierra, pero su nave espacial chocó y tuvo problemas para volver a casa. Su serie de microjuegos pertenece al género intelectual. Puesto que sus microjuegos suponen una mayor concentración que los otros microjuegos, el tiempo límite es 5 segundos mayor al resto.

## Niveles
- Intro juegos: Wario empieza a trabajar en WarioWare,Inc. pero para que probemos sus microjuegos empieza a saltar en su cama elástica y cae encima de su radiocasete. Entonces empieza el nivel. Hay cuatro vidas (representadas por vúmeters). Si quedan inoperativos los cuatro vúmeters, termina el nivel. Categoría: Introducción.

- Jimmy T: Jimmy T llega al Club Sugar y empieza a bailar, pero su W-Phone se vuelve loco. Entonces empieza el nivel. Hay cuatro vidas (baterías). Si desaparecen las cuatro, termina el nivel. Categoría: Deportes. Obtener más de 20 puntos desbloquea el minijuego "Dr. Wario"

- Mona: Mona sale de un pueblecito intentando llegar a la heladería donde trabaja para fichar, pero una fila de animales le quita dos minutos de su tiempo. Intenta ir más rápido con su scooter para llegar, y a Mona le empieza a perseguir la policía de Ciudad Diamante. Sus tres mascotas (un perro, un cerdo y un mono) intentan ayudar a Mona a llegar a la heladería antes de que la detengan. Las vidas son plátanos. Categoría: Extraños.

- Dribble y Spitz: Dribble y Spitz salen de la central de taxis. Recogen al jugador, y van en dirección al mar. Las vidas son muñecos de Spitz colgados en el coche. Categoría: Ciencia ficción.

- 9-Volt: 9-Volt es un apasionado de Nintendo y un coleccionista de sus clásicos, así que llega a su casa y se pone a jugar The Legend of Zelda modificado en su Game Boy original. Las vidas son HP (Health Points). Categoría: Nintendo.

- Mezcla n.º 1: Exactamente igual que en el nivel de Jimmy T. Mezcla juegos suyos, de Dribble y Spitz, de Mona y de 9-Volt. Obtener más de 25 puntos desbloquea "Fly Swatter"

- Dr. Crygor: El Dr. Crygor está con un experimento, cuando lo termina se pone a bailar, dejándolo sediento, y accidentalmente se toma el líquido que inventó, lo que le da ganas de ir al baño. Las vidas son rollos de papel higiénico. Categoría: Realistas (imágenes reales).

- Orbulon: Orbulon es un extraterrestre que está orbitando la Tierra, y de repente cae un meteorito sobre su nave. Pide ayuda y unos conejos espaciales le recogen. Las vidas son conejos espaciales. Categoría: Pensamiento (en este nivel, hay un par de segundos extras).

- Kat y Ana: Ana está intentando salvar el palacio del Guerrero Calavera, pero no tiene éxito. Entonces, manda una postal a Kat en paloma mensajera para que venga al palacio. Las vidas son segmentos de espada. Categoría: Flora y fauna.

- Mezcla n.º 2: Exactamente igual que en el nivel de Jimmy T. Mezcla juegos de Orbulon, del Dr.Crygor y de Kat y Ana. Obtener más de 25 puntos desbloquea "Sheriff".

- Wario: Último nivel. Wario, para que probemos sus microjuegos, se mete en su portátil. Tiene juegos hechos por él, bastante difíciles. Las vidas son Warios pequeños. Categoría: Todo vale.

## WarioWare, Inc.: Mega Party Game$!
WarioWare, Inc. se rehízo para Nintendo GameCube  como WarioWare, Inc.: Mega Party Game$!, conocido en Japón como Atsumare!! Made in Wario (あつまれ!!メイド イン ワリオ?  lit. "Gather!! Made in Wario"). Fue publicado en Japón el 17 de octubre de 2003, en Norteamérica el 5 de abril de 2004, y el 3 de septiembre del mismo año en Europa.
El juego contiene todos los microjuegos de Minigame Mania, y se añadieron varios juegos para multijugador. Salió medio año más tarde después del de GBA.
Satoru Iwata comentó que fue un exceso que el juego saliese tan rápido, pero también que fue él quién pidió su lanzamiento. Le comentó a los desarrolladores que rehiciesen el juego para GameCube rápido, y cuando le preguntaron que con qué rapidez, contestó "cuanto antes mejor". WarioWare, Inc.: Mega Party Games! fue dirigido por Goro Abe, desarrollador del primero, siendo esta su primera experiencia al frente del equipo. También es la primera colaboración de Intelligent Systems en la serie.
Goro Abe habló con Iwata sobre un programador destacado de Intelligent Systems, Taku Sugioka, quién se incorporó al proyecto. Sugioka comentó al respecto que el videojuego fue una buena experiencia, y le ayudó en su siguiente proyecto.